# In God We Trust
In God We Trust (енгл. У Бога ми верујемо) је званични национални мото Сједињених Америчких Држава, америчке савезне државе Флориде, и централно-америчке државе Никарагва.  Мото је присвојио Конгрес САД-а, 1956. године, заменивши стари "E Pluribus Unum", који је ту још од првог дизајна Великог печата Сједињених Држава из 1776. 
Најстарија помињања те реченице су биле током средине 18. века, први пут се ова реченица употребила као мото током Америчког грађанског рата. Унија, или ти северне државе, су током рата, употребљавали тај израз ради подизања морала код војника. 
На новцу се први пут употребио 1864. године, а од 1955. је обавезно да свака новчаница садржи тај мото, а 1956. је постала мото. 
Мото се може наћи свуда по САД, од просветних институција до таблица на аутомобилима, постао је један од симбола САД, као и његове културе и историје.